# Helmet streamer

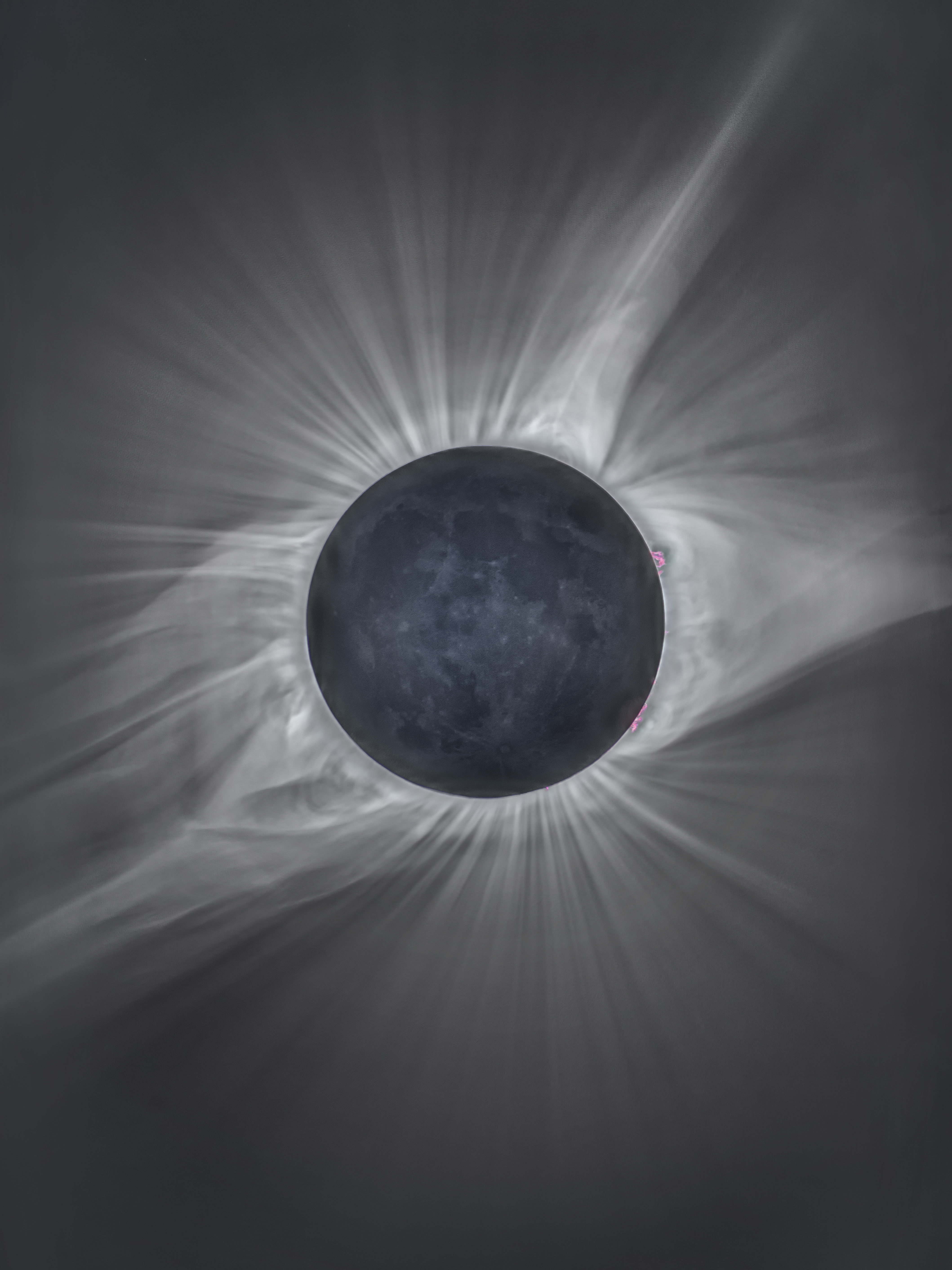
Helmet streamer fotografati durante un eclissi solare completa.

Gli helmet streamer sono la manifestazione luminosa di grandi strutture coronali a forma di copricapo, con lunghi picchi appuntiti che di solito sovrastano le macchie solari e le regioni attive. Spesso alla base di queste strutture si trova una prominenza. Gli helmet streamer sono formati da una rete di anelli magnetici che collegano le macchie solari nelle regioni attive di polarità opposta e contribuiscono a sospendere il materiale della prominenza al di sopra della superficie solare. Le linee di campo magnetico chiuse intrappolano i gas coronali elettricamente carichi per formare queste strutture relativamente dense. I picchi appuntiti sono formati dall'azione del vento solare che si allontana dal Sole negli spazi tra gli helmet streamer.

## Origine del nome
Queste strutture coronali a forma conica che si osservavano spesso durante le eclissi vennero chiamate helmet streamer dal nome degli elmi chiodati popolari alla fine del 1800 in Europa e altrove, soprattutto in Prussia.

## Struttura
Gli helmet streamer hanno basi a forma di cuspide il cui gambo si allunga verso l'esterno dell'atmosfera raggiungendo molteplici raggi solari di lunghezza, mentre la base si estende tipicamente fino a 1,5 R⊙ sopra alla superficie.
Gli helmet streamer sono strutturati da campi magnetici chiusi e si trovano sopra i confini che separano regioni di polarità magnetica opposta nella fotosfera del Sole. I loro sottili steli sono costituiti da campi magnetici diretti in senso opposto che formano fogli di corrente. Intorno a questi steli ci sono campi magnetici aperti, diretti in senso opposto, ancorati ai buchi coronali inferiori nella corona.
Questa forma può essere attribuita a due principali cause, la prima riguarda le grandi regioni attive (gruppi di macchie solari) che hanno campi magnetici che penetrano nella cromosfera e spesso si ricollegano a grandi sistemi magnetici nella corona. La seconda causa è che gli helmet streamer vengono deformate dai gas in uscita dalla corona in espansione o dal vento solare passante tra essi, che li allunga in questi tratti lineari e radiali per alcuni milioni di km dalla superficie solare.
L'emissione di luce bianca da parte degli helmet streamer è dovuta alla maggiore densità elettronica del plasma confinato rispetto alla corona circostante. La luce dalla fotosfera viene dispersa per scattering Thomson da questi elettroni. L'intensità della luce dispersa dipende dal numero di elettroni che si trovano lungo la linea visiva dell'osservatore.
Piccole gocce di plasma, o "plasmoidi", vengono talvolta rilasciate dalle punte degli helmet streamer, creando così una fonte della componente lenta del vento solare.

### Pseudostreamers
Nella corona sono situate anche altre strutture simili agli helmet streamer ma che collegano buchi coronali con la stessa polarità, chiamati "pseudostreamer". Essi, diversamente dagli helmet streamer, sono formati da un denso foglio di plasma. Alla base posseggono inoltre alcuni filamenti magnetici definiti "gemelli" che risultano collegati e condividono un punto neutro e una cupola separatrice.

## Storia

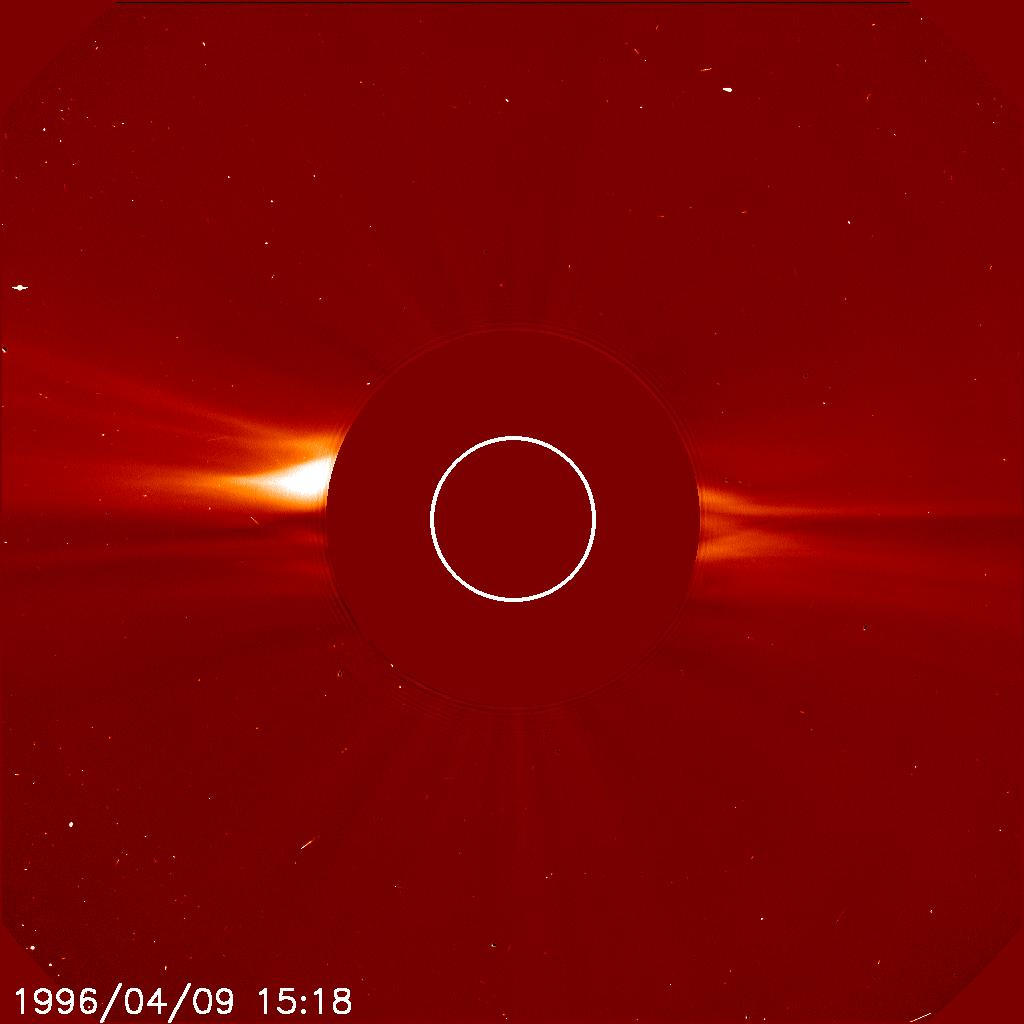
Esempio di helmet streamer acquisiti durante un massimo solare dal telescopio spaziale SOHO tramite il coronografo LASCO.

Gli helmet streamer sono stati rappresentati fin dal 1800 nei disegni realizzati durante le eclissi.

### Nel passato
L'astronomo francese Emmanuel Liais, durante l'eclissi del 7 settembre 1858 in Brasile, rappresentò la corona con una struttura più distinta e dettagliata rispetto ai disegni precedenti. Egli identificò una componente estesa e liscia alla quale sovrappose grandi caratteristiche coniche insieme ad alcune indicazioni di prominenze.
Con l'eclissi del 29 luglio 1878, Étienne Trouvelot realizzò un dipinto dei dettagli coronali di grande qualità artistica. Il dipinto mostra in modo chiaro e preciso due componenti distinte: i pennacchi polari e due helmet streamer equatoriali, oltre ad alcune prominenze. Sebbene a quell'epoca la fotografia fosse già in uso, Trouvelot insisteva sul fatto che l'occhio era di gran lunga migliore nel discernere i dettagli rispetto alla fotografia.

### Oggi
Oggi siamo in grado di catturare dettagli di queste caratteristiche coronali di gran lunga superiori a quanto visto in precedenza, cosa che aiuta a creare modelli di campi magnetici negli helmet streamer a partire dalle misure osservate nella corona.
Inoltre gli helmet streamer possono essere studiati in dettaglio anche in assenza di un'eclissi solare in corso grazie a veicoli spaziali come il Solar and Heliospheric Observatory (SOHO) con il suo strumento LASCO, un coronografo, ovvero uno strumento che occulta il disco solare luminoso e permette di osservare facilmente la struttura coronale più debole.

## Ciclo solare
Durante il massimo solare, il punto di attività solare massima durante il ciclo solare di 11 anni, gli streamer si notano simmetricamente sulla corona solare. 
Mentre intorno al minimo solare gli helmet streamer sono posizionati principalmente attorno all'equatore eliografico nella cosiddetta cintura degli streamer.

## Espulsioni di massa coronale
Durante le espulsioni di massa coronale (CME), gli streamer situati sopra il punto di espulsione si deformano fino a diventare il lato esterno della CME, così come la sua cavità diventa quella del CME e la sua prominenza diventa il nucleo del secondo.
Dal SOHO sono state effettuate alcune osservazioni che tramite il coronografo LASCO hanno rivelato che sono presenti alcuni streamer tripli, che occasionalmente diventano instabili e provocano grandi espulsioni di massa coronale.
Una ricerca del 1999 ha utilizzato le equazioni della magnetoidrodinamica resistiva dipendente dal tempo per studiare la stabilità e il comportamento dinamico di queste configurazioni, i ricercatori si sono concentrati sulle differenze tra le dinamiche di singoli streamer isolati e di streamer tripli e il modo in cui la riconnessione magnetica avvia il comportamento dinamico su piccola e grande scala degli streamer. I risultati della ricerca indicano che piccole eruzioni sulla cuspide dello streamer possono accelerare incessantemente piccole quantità di plasma senza cambiamenti significativi della configurazione di equilibrio e potrebbero quindi contribuire al vento solare lento non stazionario.